# Sebastian Lletget
Sebastian Lletget, né le 3 septembre 1992 à San Francisco en Californie, est un joueur international argentin de soccer. Il joue au poste de milieu de terrain au FC Dallas en MLS.

## Biographie
Né à San Francisco de parents argentins, Lletget grandit au sud de San Francisco, où il étudie à l'école secondaire de South San Francisco et joue pour l'équipe de soccer du Sporting de Santa Clara avant de jouer avec les moins de 17 ans américaines. Le club de West Ham United lui formule une offre en 2009 et Lletget poursuit sa carrière en Angleterre. 

### Carrière en club

#### Galaxy de Los Angeles
En fin de contrat avec West Ham, Lletget signe avec le Galaxy de Los Angeles le 8 mai 2015.

### Carrière internationale
Il participe avec la sélection américaine au championnat de la CONCACAF des moins de 20 ans en 2011.
Le 1er juillet 2021, il est retenu dans la liste des vingt-trois joueurs américains sélectionnés par Gregg Berhalter pour disputer la Gold Cup 2021.

## Statistiques

### Statistiques détaillées
| Saison                | Club                                 | Championnat           | Championnat | Championnat | Championnat | Coupe(s) nationale(s) | Coupe(s) nationale(s) | Coupe(s) nationale(s) | Compétition(s) continentale(s) | Compétition(s) continentale(s) | Compétition(s) continentale(s) | Compétition(s) continentale(s) | Séries | Séries | Séries | États-Unis | États-Unis | États-Unis | Total | Total | Total |
| Saison                | Club                                 | Division              | M.          | B.          | P.d.        | M.                    | B.                    | P.d.                  | Comp.                          | M.                             | B.                             | P.d.                           | M.     | B.     | P.d.   | M.         | B.         | P.d.       | M.    | B.    | P.d.  |
| 2013-2014             | West Ham United                      | Premier League        | -           | -           | -           | 1                     | 0                     | 0                     | -                              | -                              | -                              | -                              | -      | -      | -      | -          | -          | -          | 1     | 0     | 0     |
| Sous-total            | Sous-total                           | Sous-total            | 0           | 0           | 0           | 1                     | 0                     | 0                     | -                              | 0                              | 0                              | 0                              | 0      | 0      | 0      | 0          | 0          | 0          | 1     | 0     | 0     |
| 2015                  | Galaxy de Los Angeles                | MLS                   | 20          | 7           | 0           | 3                     | 1                     | 1                     | LCC                            | 2                              | 0                              | 1                              | 1      | 1      | 0      | -          | -          | -          | 26    | 9     | 2     |
| 2016                  | Galaxy de Los Angeles                | MLS                   | 31          | 1           | 4           | 4                     | 4                     | 0                     | LCC                            | 2                              | 0                              | 0                              | 3      | 0      | 0      | -          | -          | -          | 40    | 5     | 4     |
| 2017                  | Galaxy de Los Angeles                | MLS                   | 3           | 0           | 0           | 0                     | 0                     | 0                     | -                              | -                              | -                              | -                              | -      | -      | -      | 3          | 1          | 0          | 6     | 1     | 0     |
| 2018                  | Galaxy de Los Angeles                | MLS                   | 28          | 3           | 1           | 1                     | 0                     | 0                     | -                              | -                              | -                              | -                              | -      | -      | -      | 2          | 0          | 0          | 31    | 3     | 1     |
| 2019                  | Galaxy de Los Angeles                | MLS                   | 29          | 3           | 5           | 0                     | 0                     | 0                     | LC                             | 1                              | 0                              | 0                              | 2      | 1      | 0      | 8          | 1          | 1          | 40    | 5     | 6     |
| 2020                  | Galaxy de Los Angeles                | MLS                   | 21          | 6           | 3           | -                     | -                     | -                     | -                              | -                              | -                              | -                              | -      | -      | -      | 4          | 2          | 1          | 25    | 8     | 4     |
| 2021                  | Galaxy de Los Angeles                | MLS                   | 26          | 3           | 4           | -                     | -                     | -                     | -                              | -                              | -                              | -                              | -      | -      | -      | 16         | 4          | 1          | 42    | 7     | 5     |
| Sous-total            | Sous-total                           | Sous-total            | 158         | 23          | 17          | 8                     | 5                     | 1                     | -                              | 5                              | 0                              | 1                              | 6      | 2      | 0      | 33         | 8          | 3          | 210   | 38    | 22    |
| 2022                  | Revolution de la Nouvelle-Angleterre | MLS                   | 19          | 2           | 4           | 1                     | 0                     | 0                     | LCC                            | 2                              | 1                              | 0                              | -      | -      | -      | -          | -          | -          | 22    | 3     | 4     |
| 2022                  | FC Dallas                            | MLS                   | 0           | 0           | 0           | -                     | -                     | -                     | -                              | -                              | -                              | -                              | -      | -      | -      | -          | -          | -          | 0     | 0     | 0     |
| Total sur la carrière | Total sur la carrière                | Total sur la carrière | 177         | 25          | 21          | 10                    | 5                     | 1                     | -                              | 7                              | 1                              | 1                              | 6      | 2      | 0      | 33         | 8          | 3          | 233   | 41    | 26    |

## Palmarès
États-Unis
- Vainqueur de la Ligue des nations en 2021
- Vainqueur de la Gold Cup en 2021

## Vie privée
Depuis avril 2016, il est en couple avec la chanteuse Becky G.
Le 9 décembre 2022, le couple annonce leurs fiançailles.